# Maria Teresa Camoglio
Maria Teresa Camoglio (* 1961 in Sassari) ist eine italienische Filmregisseurin.

## Leben
Camoglio absolvierte ein Fotografie- und Grafik-Studium am Instituto Statale d"Arte in Sassari. Danach arbeitete sie zunächst als Dozentin für Fotografie an verschiedenen Hochschulen auf Sardinien.
Mit „...con amore Fabia“ (dt.: „...in Liebe Fabia“) gibt sie 1993 ihr Langfilmdebüt. Seit 1999 hat Camoglio einen Lehrauftrag an der dffb. Nebenher ist sie als Autorin und Regisseurin für Fernsehen und Kino tätig.
Im Jahr 2008 brachte Camoglio mit dem Dokumentarfilm Die dünnen Mädchen das Thema Magersucht in die Kinos.

## Filmografie (Auswahl)
- 1980: Die Drachenprinzessin (TV)
- 2007/2008: Die dünnen Mädchen
- 2001: Hand in Hand
- 1996/1997: Bandagistenglück
- 1993: ...con amore Fabia[1]
- 1992:	Nach einer Ewigkeit
- 1990:	Schwester Bärbel
- 1988:	Quando La Lune